# 揚甘比
揚甘比是剛果民主共和國的城鎮，位於該國中部剛果河北岸，面積69平方公里，每年平均降雨量1,835毫米，鎮上有機場設施，2004年人口估計約35,166。